# Alteració (música)
Un accident és un signe musical que modifica (altera) el so de les notes escrites al pentagrama. Hi ha tres tipus principals d'alteració: sostingut, bemoll i becaire. També existeixen el doble sostingut i el doble bemoll, que s'utilitzen més sovint en el cas de fragments enharmònics o en tonalitats estranyes. Les alteracions tenen les següents funcions.

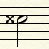
Doble sostingut: puja l'entonació de la nota escrita en un to
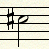
Sostingut: puja l'entonació de la nota escrita en un semitò
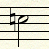
Becaire: anul·la l'efecte del sostingut o bemoll; la nota s'interpretarà tal qual està escrita
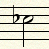
Bemoll: baixa l'entonació en un semitò
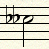
Doble bemoll: baixa l'entonació de la nota escrita en un to
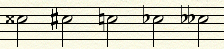
Tots els accidents ordenats cromàticament. Podeu descarregar l'arxiu de so aquí.

Les alteracions es posen davant la nota que s'ha de modificar o al principi del pentagrama. Quan les alteracions es posen davant de la nota s'anomenen alteracions accidentals o accident. Un accident és un signe que indica que la nota ha de ser alterada (ja sigui a través d'un doble sostingut, sostingut, becaire, bemoll o doble bemoll). L'alteració s'ha d'escriure immediatament abans de la nota a alterar. No només s'alterarà aquella nota sinó també totes les notes del compàs del mateix tipus.
Generalment també s'alteren les notes del mateix nom d'altres octaves, però el més freqüent és que a l'esquerra d'aquestes notes s'escrigui una alteració de seguretat entre parèntesis. Les alteracions permanents, és a dir, que s'executen al llarg de tota una peça, conformen l'armadura i se situen al principi de la partitura, just després de la clau.